# Dumitru Margine
Dumitru Margine (n. 9 noiembrie 1943, Oteșani, județul Vâlcea - d. 7 decembrie 2024, Râmnicu Vâlcea) a fost un interpret de muzică populară românească.

## Biografie
S-a născut pe 9 noiembrie 1943, în comuna vâlceană Oteșani. În 1982, împreună cu Dumitru Miuță, a lansat albumul Doi feciori din Oteșani.
Dumitru Margine a decedat în noaptea de 7 spre 8 decembrie 2024, la vârsta de 81 de ani. A fost înmormântat marți, 10 decembrie 2024, în comuna sa natală.

## Discografie
- Trec Lotrul de multe ori (1980)
- Doi feciori din Oteșani (1982) (în colaborare cu Dumitru Miuță)
- Mîndro, de dorul badei (1987)
- Anii tineri au trecut (2000)
- Munților, vă părăsesc (2005)